# کید هارپون
توماس ادوارز پرسی هال (زادهٔ ۲۰ آوریل ۱۹۸۲) شناخته شده با نام حرفه‌ای کید هارپون (انگلیسی: Kid Harpoon) خواننده، ترانه‌نویس، موسیقی‌دان و تهیه‌کننده موسیقی اهل بریتانیا است.